# Oliver Nikolas Schmid
Oliver Nikolas Schmid guitarrista fundador y líder de Lacrimas Profundere, inicio con el deseo de formar una buena banda en 1993 junto a su hermano Christopher Schmid siendo su primer álbum en 1995 ... And the Wings Embraced Us que del género Doom metal con elementos clásicos voces femeninas y violines, siendo Lacrimas Profundere uno de los muchas bandas pertenecientes a la compañía discográfica Napalm Records haciendo esto que Oliver guiara la banda por muchas giras en Francia, México , Turquía, Alemania y muchos países más haciendo de esta banda orgullosa de sus avances.